# ゴーシェ・ド・シャティヨン
ゴーシェ・ド・シャティヨン（フランス語：Gaucher de Châtillon, 1221年ごろ - 1250年4月25日/1251年4月6日）は、ヌヴェール、トネールおよびオセール伯領の継承者。第7回十字軍に参加した。

## 生涯
ゴーシェはサン＝ポル伯ギー2世と、ヌヴェール、トネールおよびオセール伯領の女子相続人アニェス・ド・ドンジーの息子である。
母アニェスは1225年に死去し、父ギー2世もその翌年にアヴィニョン包囲戦で戦死した。ゴーシェは妹ヨランドとともに母方の祖母マティルド・ド・クルトネーに迎え入れられた。1236年、ゴーシェはクレルモン伯フィリップ・ユルプルの娘ジャンヌと結婚した。
1242年、ゴーシェはラ・マルシュ伯領においてイングランド軍と戦い、1248年にフランス王ルイ9世に従い第7回十字軍に参加した。キプロスにおいて伝染病により十字軍の中で多くの死者が発生し、その中には妹のヨランドの夫で義兄弟のアルシャンボー9世・ド・ブルボンも含まれていた。マンスーラの戦いの後、ゴーシェは王が立ち止まった村への通行路を勇敢に守りながらも、病気で非常に衰弱し、1250年または1251年に殺害された。
妻ジャンヌ・ド・クレルモンとの間に子供は生まれなかった。ヌヴェール、トネールおよびオセール伯領は妹ヨランド・ド・シャティヨンが継承した。